# Nick D'Virgilio
Nick D'Virgilio (Whittier, 12 novembre 1968) è un polistrumentista statunitense, noto per la sua militanza in gruppi come Spock's Beard e Big Big Train.
È stato anche uno dei due batteristi scelti per sostituire Phil Collins nell'incisione di Calling All Stations dei Genesis. Ha fatto anche da session man per molti artisti, tra cui Tears for Fears e Mystery, ed è membro fisso dei Big Big Train.

## Biografia
D'Virgilio è entrato negli Spock's Beard durante gli anni novanta ricoprendo il ruolo di batterista. Con l'abbandono del frontman Neal Morse nel 2002, D'Virgilio è diventato il nuovo cantante, incidendo gli album Feel Euphoria, Octane, Spock's Beard e X, fino ad abbandonare anche lui il gruppo nel novembre 2011. Si è ricongiunto al gruppo nel 2016 per un concerto speciale durante il quale è stato eseguito Snow, evento immortalato in Snow Live (uscito l'anno seguente), nonché durante le sessioni di registrazione di Noise Floor in qualità di turnista.
Da fan di vecchia data dei Genesis, a D'Virgilio fu data un'occasione dalla band di sostituire Phil Collins alla batteria per il loro album Calling All Stations del 1997. D'Virgilio si alternò a Nir Zidkyahu, che però gli fu preferito per il tour.

## Discografia

### Da solista
Album in studio
- 2001 – Karma
- 2020 – Invisible
- 2022 – Troika (con Neal Morse e Ross Jennings)
- 2023 – Sophomore (con Neal Morse e Ross Jennings)

Album dal vivo
- 2004 – Live & Acoustic

EP
- 2011 – Pieces

### Con gli Spock's Beard
- 1995 – The Light
- 1996 – Beware of Darkness
- 1998 – The Kindness of Strangers
- 1999 – Day for Night
- 2000 – V
- 2002 – Snow
- 2003 – Feel Euphoria
- 2005 – Octane
- 2006 – Spock's Beard
- 2010 – X

### Con i Big Big Train
- 2007 – The Difference Machine
- 2009 – The Underfall Yard
- 2010 – Far Skies Deep Time
- 2012 – English Electric Part One
- 2013 – English Electric Part Two
- 2015 – Wassail

### Altre collaborazioni
- 1997 – Genesis – Calling All Stations
- 2001 – Roland Orzabal – Tomcats Screaming Outside
- 2003 – Mike Keneally Band – A Fair Forgery of Pink Floyd (Astronomy Domine)
- 2004 – Mike Keneally Band – Dog
- 2005 – Fates Warning – Live in Athens
- 2007 – Amaran's Plight – Voice in the Light
- 2008 – AA.VV. – A Tribute to The Lamb Lies Down on Broadway
- 2012 – Mystery – The World Is a Game
- 2013 – Cosmograf – The Man Left in Space
- 2014 – Cosmograf – Capacitor
- 2014 – Strattman – The Lie of the Beholder'
- 2014 – Dave Kerzner – New World
- 2014 – Martin Orford – The Old Road
- 2017 – Spock's Beard – Snow Live
- 2018 – Spock's Beard – Noise Floor